# Paulson & Co.
Paulson & Co. Inc. è un family office con sede a New York City, in precedenza era un hedge fund fondato da John Paulson nel 1994. È specializzato in "fusioni globali, arbitraggio di eventi e strategie di credito"; l'azienda aveva un profilo relativamente basso a Wall Street fino alla sua scommessa di grande successo contro il mercato dei mutui subprime nel 2007. Un tempo la società aveva uffici a Londra e Dublino.

## Storia
Paulson & Co. Inc. è stata fondata dal suo presidente, John Paulson, nel 1994.
Paulson ha investito in una serie di società sottovalutate che sono obiettivi di acquisizione, con l'obiettivo di aumentare il prezzo di offerta su queste società come grande azionista. Nel 1997, Paulson, che possedeva una partecipazione del 6,2% nella Washington National Corp., si oppose all'accordo da 400 milioni di dollari di PennCorp Financial Group Inc. per acquisire la Washington National, definendo i termini dell'accordo "inadeguati". Questa resistenza ha dato i suoi frutti quando un altro corteggiatore, Conseco Inc., ha acquistato la Washington National per 410 milioni di dollari.

### La crisi finanziaria
Nel 2005, l'analista di Paulson Co., Paolo Pellegrini, convinse John Paulson del pericolo di standard di sottoscrizione di crediti deboli, di un'eccessiva leva finanziaria tra le istituzioni finanziarie e di un fondamentale errore di valutazione del rischio di credito, in particolare nel mercato immobiliare. Paulson iniziò ad "accorciare" questo rischio di credito acquistando i derivati, fino ad allora oscuri, noto come credit default swap per "assicurare" i titoli di debito (Paulson Co. non possedeva quei titoli che stava "assicurando", ma credeva semplicemente che sarebbero andati in default): pensavano che avrebbe perso valore a causa della debole sottoscrizione del credito. La bolla ha continuato a crescere nel 2005 e nel 2006, ma nel 2007 ha iniziato a sgonfiarsi.
In un accordo successivo ampiamente pubblicizzato, Goldman Sachs mise insieme un'obbligazione di debito collateralizzata (CDO) "sintetica" denominata ABACUS 2007-AC1 in cui gli investitori (come le banche europee IKB Deutsche Industrie e ABN Amro e la compagnia assicurativa di New York ACA Financial Guaranty) forniva il "lungo" assumendosi il rischio delle obbligazioni ipotecarie subprime, fornendo di fatto a Paulson un'assicurazione in caso di default dei mutui subprime. L'accordo fu concluso alla fine di aprile 2007: diversi mesi dopo le obbligazioni iniziarono ad andare in default e Paulson alla fine guadagnò circa 1 miliardo di dollari dalle perdite di quegli investitori. Nel complesso Paulson ha guadagnato 15 miliardi di dollari su 12,5 miliardi di dollari di investimenti nel 2007, un rendimento di oltre il 100%.

### Prospettive ribassiste
Nel 2008, le prospettive ribassiste di Paulson sui mercati del credito sono continuate. Paulson credeva che i problemi del credito si sarebbero estesi oltre i mutui subprime al credito al consumo, automobilistico, commerciale e aziendale, stressando le istituzioni finanziarie e causandone il fallimento. Ciò li ha portati ad assumere posizioni corte in diversi grandi istituti finanziari negli Stati Uniti e nel Regno Unito che presentavano livelli elevati di leva finanziaria, elevate concentrazioni di attività in settori in deterioramento e costi del credito in aumento. I settori includono società di finanziamento ipotecario, società finanziarie specializzate e banche regionali, nazionali e globali.
Paulson vanta  una lunga esperienza di investimenti in debiti in sofferenza, fallimenti e ristrutturazioni. La crisi finanziaria del 2008-2009 ha provocato un livello record di default e fallimenti in numerosi settori, e Paulson è stato un grande investitore in molti di essi, inclusa la bancarotta e la liquidazione di Lehman Brothers. Un'altra delle specialità di Paulson è l'investimento in eventi proxy. Nel maggio 2008 Carl Icahn lanciò una battaglia per procura contro Yahoo per sostituire il suo consiglio di amministrazione  e un documento 13F per il trimestre terminato il 31 marzo 2008 mostrava la proprietà da parte di Paulson di 50 milioni di azioni di Yahoo.
Alla fine del 2008, in seguito al crollo di Lehman Brothers e alle conseguenti turbolenze sui mercati, Paulson è diventato selettivamente rialzista. Ha lanciato un fondo dedicato alla ristrutturazione e/o ricapitalizzazione di aziende come banche di investimento, hedge fund, assicurazioni e hotel, che sentivano la pressione di oltre 345 miliardi di dollari di svalutazioni di asset sottoperformanti legati al mercato immobiliare. Fornendo capitale alle società a "valutazioni minime", Paulson credeva che ciò avrebbe consentito alle aziende di sopravvivere alla crisi mentre Paulson avrebbe tratto profitto dalla ripresa acquistando al minimo del mercato.

### Investimenti, dalle banche all'editoria
Nel settembre 2008, Paulson ha scommesso contro quattro delle cinque maggiori banche britanniche, inclusa una scommessa da 350 milioni di sterline contro Barclays; £ 292 milioni contro la Royal Bank of Scotland e £ 260 milioni contro Lloyds TSB. Si dice che Paulson abbia guadagnato un totale di £ 280 milioni dopo aver ridotto la sua posizione corta in RBS nel gennaio 2009.
Tra alcune delle partecipazioni rivelate nella documentazione 13F di Paulson del 30 giugno 2009, c'erano 2 milioni di azioni di Goldman Sachs e 35 milioni di azioni di Regions Financial.  Paulson ha anche acquistato azioni della Bank of America nella primavera del 2009, quando la banca è stata costretta a ricapitalizzare il proprio bilancio in seguito ai risultati degli stress test bancari condotti dal governo degli Stati Uniti, nel 2011 si diceva che detenesse una partecipazione dell'1,22% nella banca. Secondo Bloomberg, Paulson aveva acquistato le azioni prevedendo che le azioni raddoppiassero entro il 2011.
Paulson ha investito in Citigroup, guadagnando 1 miliardo di dollari dal 2009 alla fine del 2010, cosa che John Paulson ha definito una dimostrazione del "potenziale di rialzo di molti degli investimenti di ristrutturazione che abbiamo aggiunto al nostro portafoglio e della nostra capacità di generare rendimenti superiori alla media in posizioni importanti".
Per aiutare a proteggere le loro scommesse, Paulson e altri hanno impedito con successo i tentativi di limitare i pignoramenti e di rielaborare i mutui ipotecari.
Nel febbraio 2010 Paulson & Co. è stato legato alla ristrutturazione e ricapitalizzazione dell'editore Houghton Mifflin Harcourt. L'accordo prevedeva la ristrutturazione di circa 4 miliardi di dollari del suo carico di debito di 7 miliardi di dollari convertendolo in nuove azioni emesse ai detentori di debito senior, uno dei quali era Paulson. Attraverso questa conversione del debito in azioni, Paulson sarebbe diventato il più grande investitore azionario della società.
Nel 2011 Paulson & Co. è stato classificato come il "quarto hedge fund più grande del mondo" con 36 miliardi di dollari di asset in gestione.  
 Tuttavia, nel corso di quell'anno il suo fondo Advantage perse il 36% e il fondo Advantage Plus il 52%. Anche l’anno successivo i fondi hanno registrato perdite a due cifre. Un investimento infruttuoso nella Sino-Forest Corporation e un calo del prezzo dell'oro furono in parte responsabili.
Nell'agosto 2013, la società ha stipulato un accordo di fusione per l'acquisizione di Steinway Musical Instruments in una transazione del valore di circa 512 milioni di dollari.  Paulson ha avviato un'offerta pubblica entro cinque giorni per tutte le azioni in circolazione e il consiglio di amministrazione di Steinway Musical Instruments ha raccomandato agli azionisti di accettare l'offerta. Nel settembre 2013, Paulson ha annunciato il completamento dell'acquisizione di Steinway Musical Instruments.
Nell'aprile 2018 l'azienda ha acquisito una partecipazione nella Viacom Inc, una società di media americana, ed è diventata uno dei primi 25 azionisti.